# Beni shōga

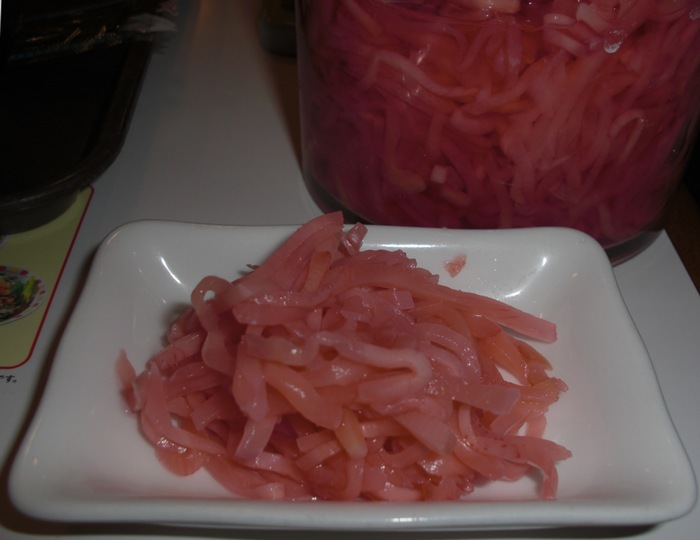
Beni shōga

Beni shōga (Gengibre vermelho (紅生姜) é um tipo de tsukemono, uma conserva japonesa. É feita com fatias finas de gengibre conservadas em umezuVinagre de ameixa (梅酢), o mesmo líquido usado para fazer umeboshi. A cor vermelha que o gengibre adquire vem do shissô vermelho. O beni shōga produzido comercialmente geralmente fica vermelho devido ao efeito de corantes artificiais, para um efeito extravagante.